# Noblesville
Noblesville ist eine City und der County Seat des Hamilton County im Bundesstaat Indiana in den USA. Das U.S. Census Bureau hat bei der Volkszählung 2020 eine Einwohnerzahl von 69.604 ermittelt.

## Geographie
Noblesville liegt 23 Meilen (37 km) nordnordöstlich der Innenstadt von Indianapolis und ist Teil der Metropolregion Indianapolis.

## Geschichte
Die Geschichte von Noblesville geht auf das Jahr 1818 zurück, als die Regierung das Land, das heute Hamilton County ist, von den amerikanischen Ureinwohnern dieser Gegend kaufte. William Conner, der einzige Siedler, der zu dieser Zeit in der Gegend lebte, und seine Frau Mekinges Conner, eine Lenape-Frau, gründeten 1802 den ersten Handelsposten in Zentral-Indiana und wohnten in der ersten Blockhütte der Gegend. William Conner und Josiah Polk legten 1823 das heutige Stadtzentrum von Noblesville an, das 1824 zum Sitz des Hamilton County ernannt und 1851 als Town gegründet wurde. Seit 1887 besitzt Noblesville das Stadtrecht. Conners Haus aus dem Jahr 1823 ist heute eines von mehreren historischen Gebäuden, die die Conner Prairie Pioneer Settlement bilden, ein Museum südlich von Noblesville in Fishers.

## Demografie
Nach einer Schätzung von 2019 leben in Noblesville 64.668 Menschen. Die Bevölkerung teilt sich im selben Jahr auf in 89,5 % Weiße, 4,8 % Afroamerikaner, 0,1 % amerikanische Ureinwohner, 2,2 % Asiaten und 3,0 % mit zwei oder mehr Ethnizitäten. Hispanics oder Latinos aller Ethnien machten 3,6 % der Bevölkerung aus. Das mittlere Haushaltseinkommen lag bei 82.218 US-Dollar und die Armutsquote bei 6,5 %.
| Bevölkerungsentwicklung Bei den Daten handelt es sich um Volkszählungsergebnisse. | Bevölkerungsentwicklung Bei den Daten handelt es sich um Volkszählungsergebnisse. | Bevölkerungsentwicklung Bei den Daten handelt es sich um Volkszählungsergebnisse. | Bevölkerungsentwicklung Bei den Daten handelt es sich um Volkszählungsergebnisse. | Bevölkerungsentwicklung Bei den Daten handelt es sich um Volkszählungsergebnisse. | Bevölkerungsentwicklung Bei den Daten handelt es sich um Volkszählungsergebnisse. | Bevölkerungsentwicklung Bei den Daten handelt es sich um Volkszählungsergebnisse. | Bevölkerungsentwicklung Bei den Daten handelt es sich um Volkszählungsergebnisse. | Bevölkerungsentwicklung Bei den Daten handelt es sich um Volkszählungsergebnisse. | Bevölkerungsentwicklung Bei den Daten handelt es sich um Volkszählungsergebnisse. | Bevölkerungsentwicklung Bei den Daten handelt es sich um Volkszählungsergebnisse. | Bevölkerungsentwicklung Bei den Daten handelt es sich um Volkszählungsergebnisse. | Bevölkerungsentwicklung Bei den Daten handelt es sich um Volkszählungsergebnisse. | Bevölkerungsentwicklung Bei den Daten handelt es sich um Volkszählungsergebnisse. |
| --------------------------------------------------------------------------------- | --------------------------------------------------------------------------------- | --------------------------------------------------------------------------------- | --------------------------------------------------------------------------------- | --------------------------------------------------------------------------------- | --------------------------------------------------------------------------------- | --------------------------------------------------------------------------------- | --------------------------------------------------------------------------------- | --------------------------------------------------------------------------------- | --------------------------------------------------------------------------------- | --------------------------------------------------------------------------------- | --------------------------------------------------------------------------------- | --------------------------------------------------------------------------------- | --------------------------------------------------------------------------------- |
| Jahr                                                                              | 1900                                                                              | 1910                                                                              | 1920                                                                              | 1930                                                                              | 1940                                                                              | 1950                                                                              | 1960                                                                              | 1970                                                                              | 1980                                                                              | 1990                                                                              | 2000                                                                              | 2010                                                                              | 2020                                                                              |
| Einwohner                                                                         | 4.792                                                                             | 5.073                                                                             | 4.758                                                                             | 4.811                                                                             | 5.575                                                                             | 6.567                                                                             | 7.664                                                                             | 7.548                                                                             | 12.056                                                                            | 17.655                                                                            | 28.590                                                                            | 51.969                                                                            | 69.604                                                                            |

## Söhne und Töchter der Stadt
- Rex Stout (1886–1975), Politiker
- Ralph W. Gwinn (1884–1962), Politiker
- Roger Stern (* 1950), Comiczeichner
- Drew Powell (* 1976), Schauspieler
- Conor Daly (* 1991), Automobilrennfahrer

## Partnerstädte
- Cittadella, Italien
- Nova Prata, Brasilien